# اندیس کهنوج (۴)
کهنوج (۴) یک اندیس فلزی است که در حوالی شهر رامشک استان کرمان قرار دارد و مادهٔ معدنی موجود در آن، نقره است.  